# Enrique Pradere
Enrique Pradere, auch bekannt unter dem Spitznamen Taburete, ist ein ehemaliger mexikanischer Fußballspieler auf der Position des Stürmers.

## Leben
„Taburete“ Pradere war ein Spieler der ersten Stunde bei Einführung der mexikanischen Primera División und kam am 17. Oktober 1943, dem allerersten Spieltag der neuen Profiliga, für die Asociación Deportiva Orizabeña in der Begegnung mit dem Hauptstadtverein América (1:6) zum Einsatz.
Nach zwei Spielzeiten bei A.D.O. (1943 bis 1945) wechselte Pradere zum Puebla FC, bei dem er ebenfalls zwei Jahre unter Vertrag stand (1945 bis 1947), bevor er vier Jahre für den CD Marte auf Torjagd ging (1947 bis 1951). Anschließend stand er noch mindestens zwei Jahre beim CF Atlante unter Vertrag.